# Curnovec (gmina Brežice)
Curnovec – wieś w Słowenii, w gminie Brežice. W 2018 roku liczyła 147 mieszkańców.